# ВК Миньор (Перник)
ВК „Миньор“ (Перник) е български волейболен клуб от град Перник.
6 пъти шампион на България при мъжете и жените, носител на купи на България при мъжете и при жените. Отборът играе мачовете си в спортната зала „Миньор“.

## Успехи

### Мъже
- 6 пъти Шампион на България (1954, 1955, 1960, 1961, 1963, 1965)
- 3 пъти носител на Купата на България (1954, 1955, 1975).
- сребърен медал от Купата на европейските шампиони 1965 г.

### Жени
- 6 пъти Шампион на България (1949, 1953, 1956, 1960)
- 2 пъти носител на Купата на България (1955, 1975).